# Mitja Slavinec

Mitja Slavinec, slovenski fizik in politik, * 30. maj 1964, Murska Sobota.
Slavinec je nekdanji dekan Fakultete za naravoslovje in matematiko Univerze v Mariboru in nekdanji državni sekretar na Ministrstvu za izobraževanje, znanost in šport Republike Slovenije.

## Akademska kariera
Leta 2015 je nastopil funkcijo dekana Fakultete za naravoslovje in matematiko Univerze v Mariboru, ki jo je upravljal do leta 2021. Na tem mestu ga je nasledil Blaž Zmazek. Slavinec deluje tudi kot predsednik Pomurske akademsko znanstvene unije (PAZU) in predsednik uprave Pomurske izobraževalne fundacije (PIF). V letu 2023 je postal redni profesor za fiziko na Univerzi v Mariboru.

## Politična kariera
Mitja Slavinec je bil kot član stranke Liberalne demokracije Slovenije leta 2004 izvoljen v Državni zbor Republike Slovenije; v tem mandatu je bil član naslednjih delovnih teles:
- Odbor za gospodarstvo,
- Odbor za visoko šolstvo, znanost in tehnološki razvoj in
- Odbor za zadeve Evropske unije (podpredsednik).

Tri mandate je bil tudi član Mestnega sveta MO Murska Sobota, sedaj pa je predsednik nadzornega odbora MO MS. Predsednik Društva poslancev 90. Kasneje se je pridružil Stranki modernega centra.
4. februarja 2021 ga je 14. vlada Republike Slovenije imenovala na mesto državnega sekretarja na Ministrstvu za izobraževanje, znanost in šport Republike Slovenije.

## Družbeno delovanje
Bil je predsednik Slovenske potapljaške zveze, predsednik Disciplinske komisije Olimpijskega komiteja Slovenije in predsednik Potapljaškega društva Murska Sobota. Bil je tudi predsednik Astronomskega društva Kmica in predsednik Zveze organizacij za tehnično kulturo Slovenije (2010—2014).